# Gaynor Fairweather
Gaynor Fairweather, MBE ist eine professionelle schottische Turniertänzerin.
Sie wurde zusammen mit Donnie Burns 14-malige Weltmeisterin in den Lateinamerikanischen Tänzen, davon 13 Mal in Folge (1984–1996, 1998). Zudem waren die beiden auch 8-malige Europameister in den Lateinamerikanischen Tänzen (1984–1990, 1994). Beide Tänzer erhielten den Order of the British Empire der Stufe Member (M.B.E.).
| Personendaten    | Personendaten               |
| ---------------- | --------------------------- |
| NAME             | Fairweather, Gaynor         |
| KURZBESCHREIBUNG | schottische Turniertänzerin |
| GEBURTSDATUM     | vor 1984                    |